# 迪朗维尔
迪朗维尔（法語：Duranville，法語發音：[dyʁɑ̃vil]）是法国厄尔省的一个市镇，属于贝尔奈区。

## 地理
迪朗维尔（49°8'55"N, 0°30'35"E）面积4.73 平方千米，位于法国诺曼底大区厄尔省，该省份为法国北部内陆省份，北起滨海塞纳省，西接奧恩省和卡爾瓦多斯省，南至厄尔-卢瓦省，东临瓦兹省、瓦兹河谷省和伊夫林省。
与迪朗维尔接壤的市镇（或旧市镇、城区）包括：巴维尔、布尔南维尔-法沃罗勒、德吕库尔、福勒维尔、方丹拉卢韦、马卢伊。

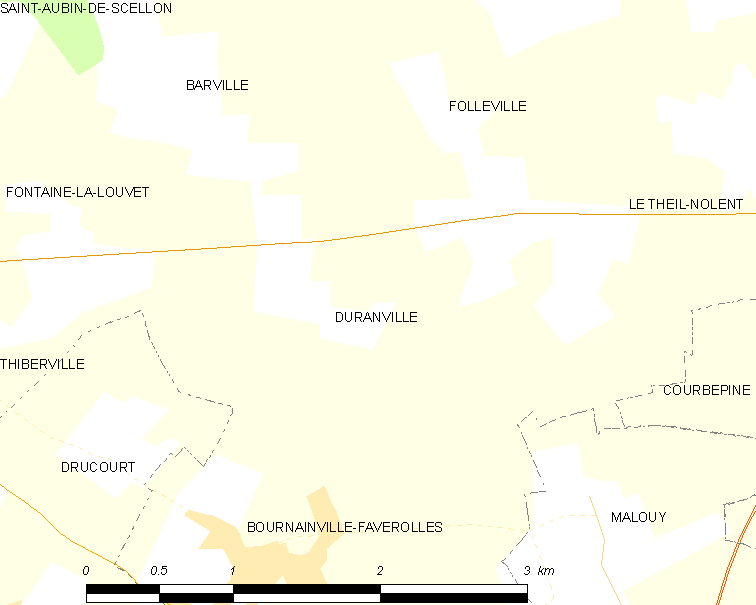
迪朗维尔的OSM定位图

迪朗维尔的时区为UTC+01:00、UTC+02:00（夏令时）。

## 行政
迪朗维尔的邮政编码为27230，INSEE市镇编码为27208。

## 政治
迪朗维尔所属的省级选区为伯兹维尔县。

## 人口

1962-2008年间迪朗维尔人口变化图示

迪朗维尔于2022年1月1日时的人口数量为144人。